# Gut Freienwillen

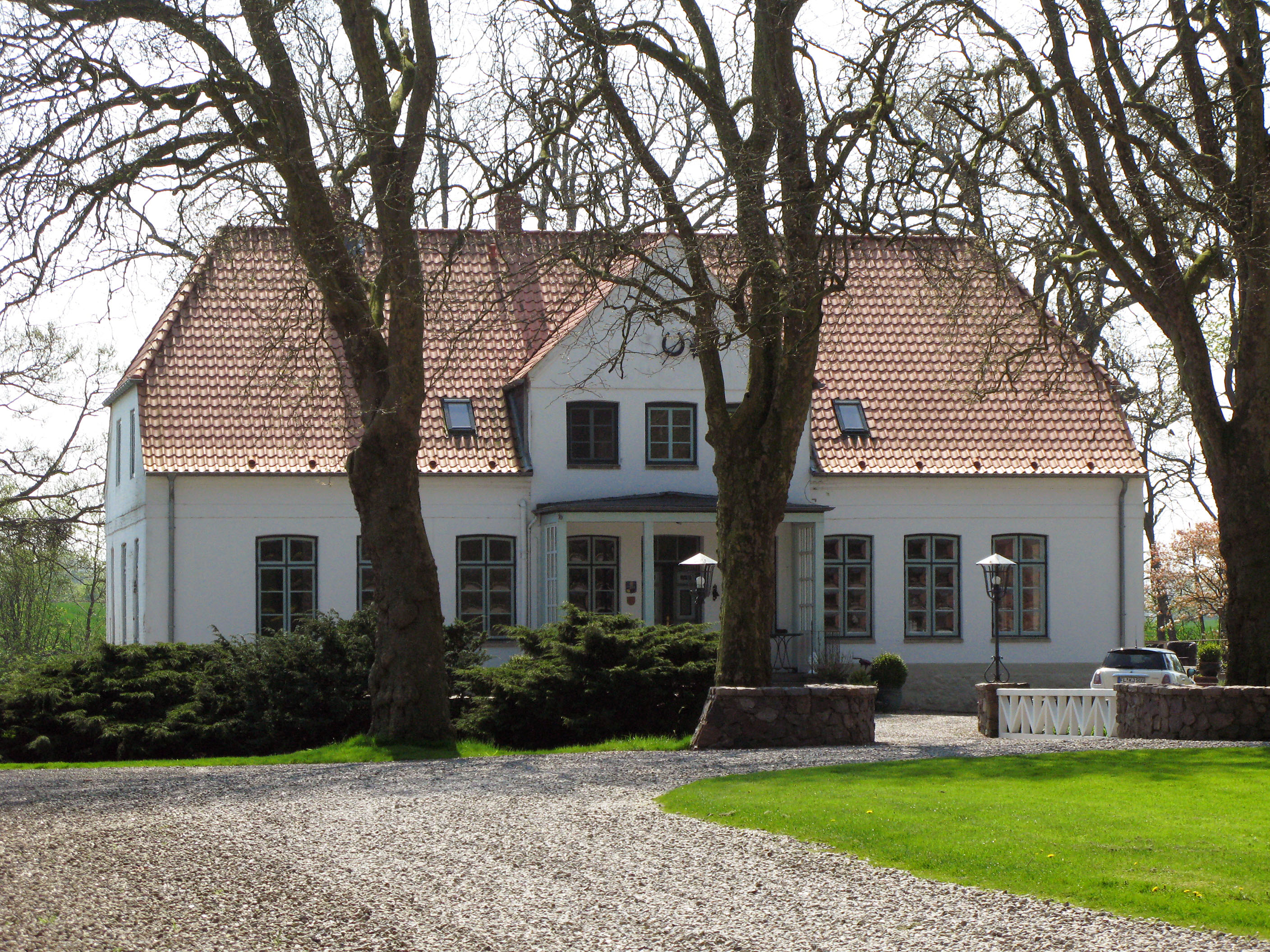
Gut Freienwillen, Haupthaus

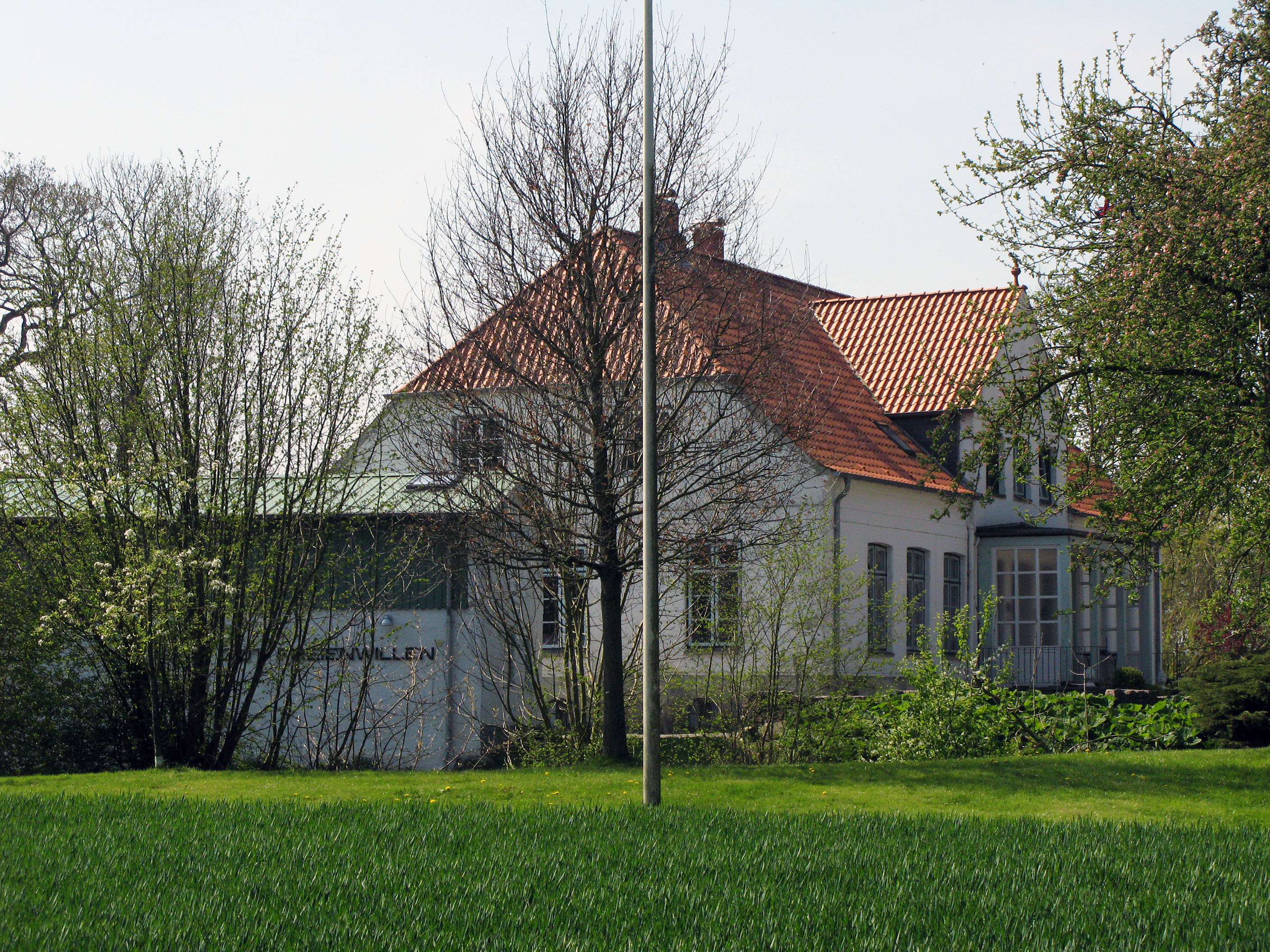
Gut Freienwillen, Seitenansicht

Das adlige Gut Freienwillen (früher Langhbalgaard oder dänisch Langballegård) in Langballig ist eines der ältesten Güter in Nordangeln (Kreis Schleswig-Flensburg in Schleswig-Holstein).

## Geschichte
Lange Nissen (* 1385 in Terkelstoft; † unbekannt) erhielt am 1. März 1433 um treuer Dienste willen, diesen Hof frei vom Herzog Adolph VIII. und durfte adliges Wappen und Schild führen. Der Besitzer konnte nach freiem Willen darauf schalten und walten. Zu dieser Zeit lag das Gut noch im Herzogtum Schleswig (bis 1864) und im Amt Grundhof. Freienwillen gehörte zwischen 1646 und 1676 zum nahegelegenen Wasserschloss Glücksburg, woran eine Tafel in der dortigen Kapelle erinnert. Kirchlich gehörte es zur Marienkirche in Grundhof.
Freienwillen war im 16. und 17. Jahrhundert im Besitz der Geschlechter von Ahlefeldt und Rantzau.
Liste der Besitzer seit 1540:
- 1540–1590: Schack und Claus von Ahlefeld
- 1590–1638: Geerd und Christian Rantzau
- 1638–1646: Peter Brandt
- 1646–1647: Herzog Philip von Glücksburg
- 1647–1671: dessen Tochter Hedwig
- 1671–1676: Herzog Christian
- 1676–1728: Carsten Lüders, dessen Sohn, der Landwirtschaftsreformer Philipp Ernst Lüders dort geboren wurde,
- 1728–1738: Christian August Lüders
- 1738–1808: Christian Lüders
- 1808–1902: Familie Vollertsen: erworben von Pastor Christoph Ludwig Vollertsen, ab 1817 Carl Friedrich Vollertsen (1792–1850), Emil Vollertsen (1821–1870), Hinrich Jürgens Vollertsen (1860–)
- 1902–1931: Wilhelm Hansen
- 1931–1964: Johannes Hansen
- 1964–1998: Wilhelm Hansen
- seit 1998: Sven Johannes Hansen

Freienwillen wurde über die Jahrhunderte verkleinert (parzelliert) und mehrfach verkauft. 1837 hatte es noch eine Größe von 554 Heitscheffel. Seit über 100 Jahren befindet sich das Gut im Besitz der Familie Hansen und wird in vierter Generation als landwirtschaftlicher Betrieb geführt.
Das Herrenhaus blieb, anders als die Wirtschaftsgebäude, erhalten.